# Christian Detlev von Reventlow (1748–1827)

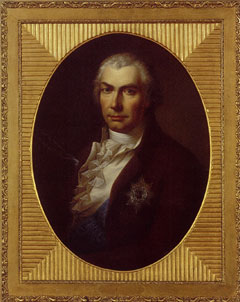
Porträt des Malers Hans Hansen (1769–1828)

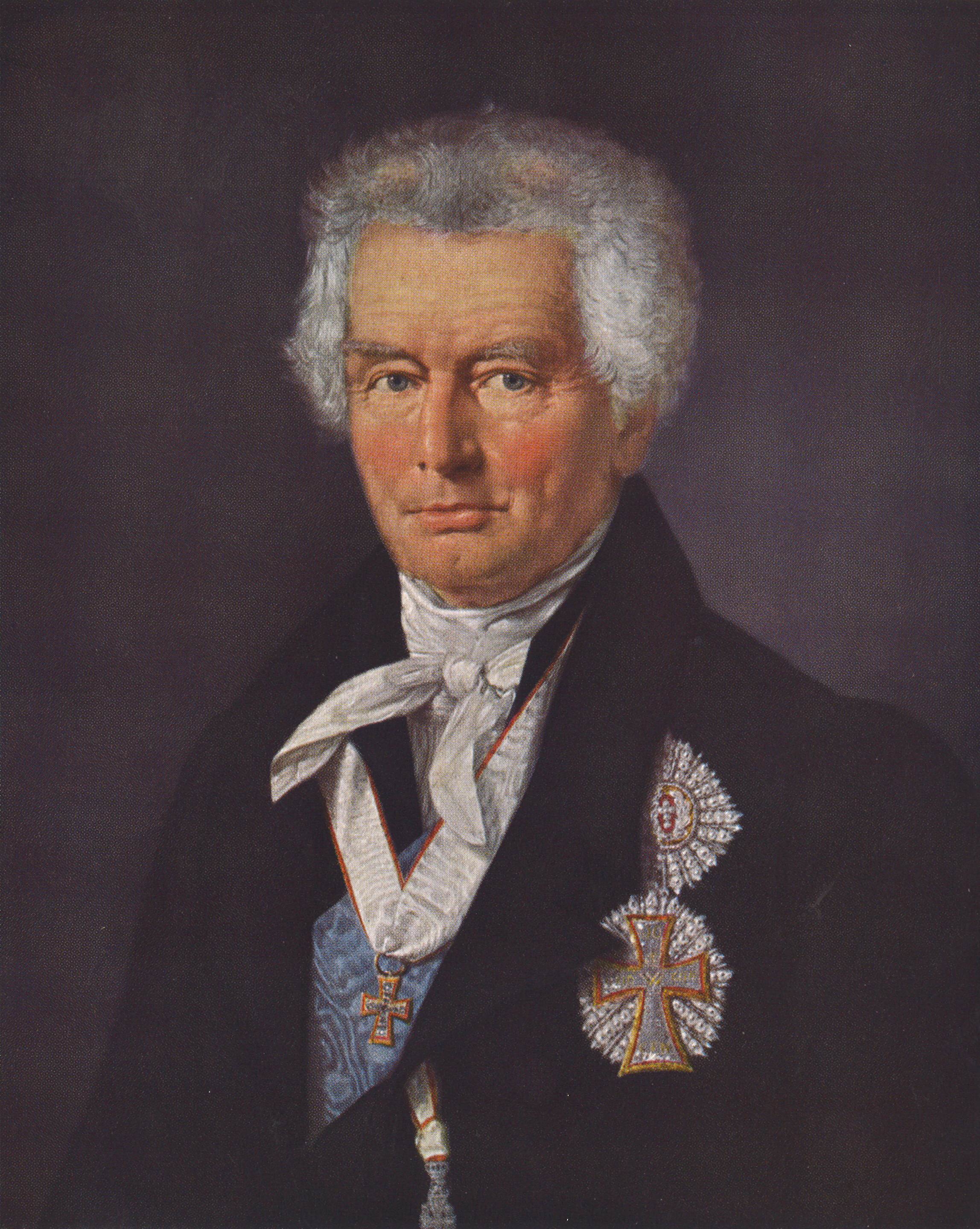
Porträt des Malers Christian Albrecht Jensen

Lehnsgraf Christian Ditlev Graf von Reventlow bzw. Christian Detlev Graf von Reventlow (* 11. März 1748 in Kopenhagen; † 11. Oktober 1827 in Pederstrup auf Lolland) war ein dänischer Staatsmann und Sozialreformer aus der deutsch-dänischen Adelsfamilie von Reventlow.

## Herkunft
Reventlow wurde als Sohn des Grafen Christian Ditlev von Reventlow (10. März 1710 – 30. März 1775) und der Johanne Sophie Frederikke (geborene Baroness von Bothmer, 25. August 1718 – 17. April 1754) in Kopenhagen geboren; sein jüngerer Bruder war Johan Ludvig Reventlow. Seine Mutter war eine Tochter Friedrich Johann von Bothmers (1658–1729) eines Generalleutnants im Kurfürstentum Braunschweig-Lüneburg.

## Leben
Er besuchte schulisch die Ritterakademie Sorø und studierte an der Universität Leipzig. Im Anschluss bereiste er mit seinem Bruder Johan Ludwig und dem Ökonomen Carl Wendt (1731–1815) als Reisebegleitern studienhalber West- und Mitteleuropa, aber auch Norwegen, um 1770 nach Dänemark zurückzukommen und in Kopenhagen eine Regierungslaufbahn einzuschlagen. 1773 heiratete er.
Mit der Entlassung der konservativen Regierung Høegh-Guldberg 1784 gelangte der von Reventlow stets verehrte Andreas Peter Bernstorff in Dänemark wieder an Macht und Einfluss. Unter diesem konnte Reventlow mit Billigung des Kronprinzen und späteren Königs Friedrich VI. von Dänemark die Landreform in Dänemark vorbereiten und die wirtschaftlichen Lebensbedingungen der landsässigen Bevölkerung Dänemarks verbessern. In Zusammenarbeit mit seinem Freund Ernst Heinrich von Schimmelmann erreichte er den freien Handel zwischen den Teilkönigreichen Dänemark und Norwegen und den Fall des bis dahin bestehenden Monopols im Handel mit Island.
Mit seiner Entlassung 1813 zog er sich auf das 1775 ererbte Familiengut Pederstrup auf der Insel Lolland zurück. Das dortige Gutshaus mit dem umgebenden Landschaftspark ist heute ein Museum zu seinen Ehren und vermittelt gleichzeitig ein Bild aufgeklärter dänischer Wohnkultur des Klassizismus. Die dort hängenden Porträts von Familienmitgliedern stammen von anerkannten Künstlern der Zeit wie Stefano Torelli oder Angelika Kauffmann.
Reventlow war seit 1795 Ehrenmitglied der Königlich Dänischen Akademie der Wissenschaften. Er wurde 1778 mit dem Dannebrogorden und 1803 mit dem Elefanten-Orden ausgezeichnet.

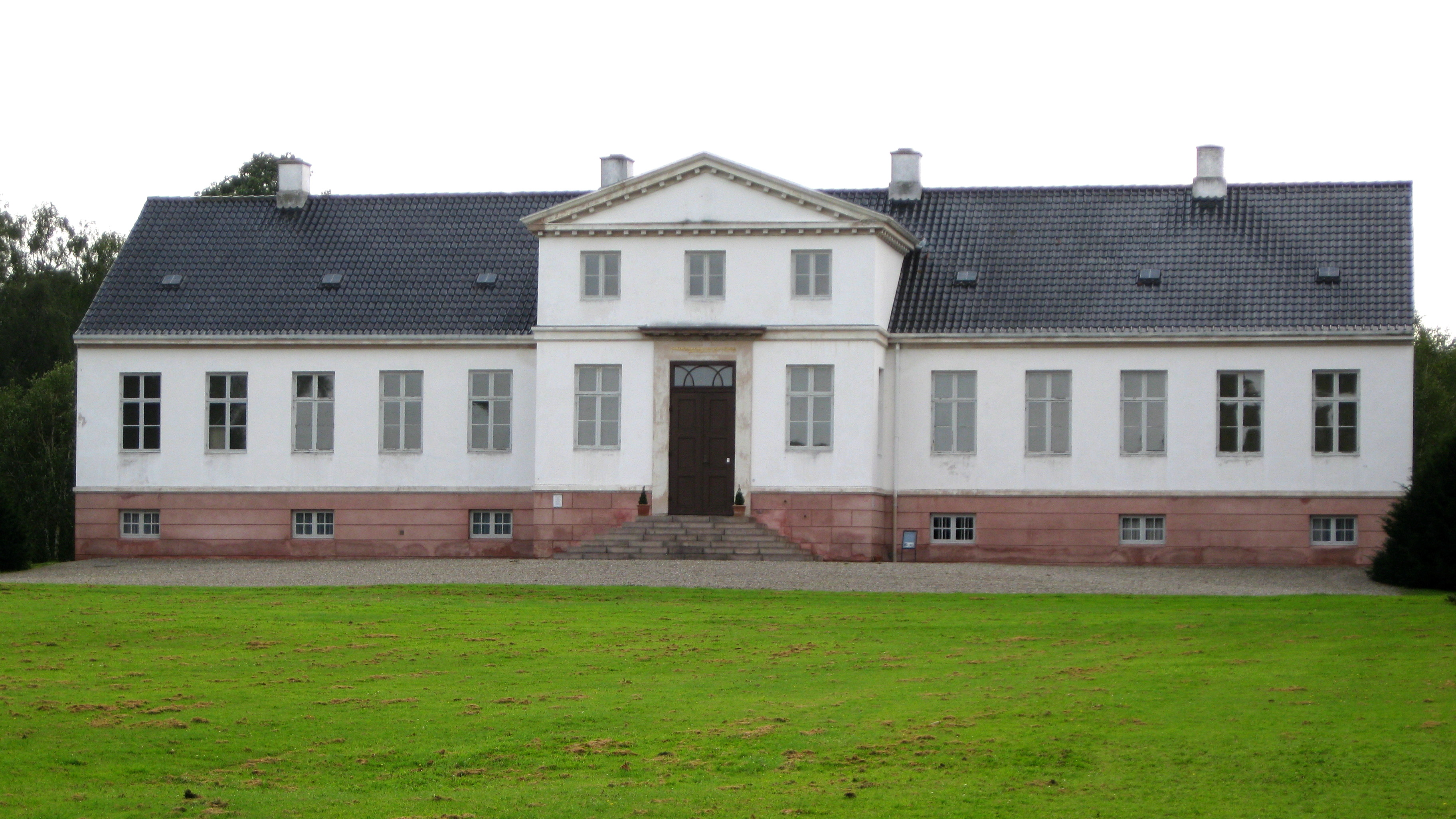
Pederstrup nach dem Rückbau auf das klassizistische Format

## Familie
Reventlow heiratete am 31. Juli 1773 Sophie Friederike Louise Charlotte von Beulwitz (1747–1822). Das Paar hatte elf Kinder, zu diesen gehörten unter anderem:
- Christian Ditlev von Reventlow (28. April 1775 – 30. Januar 1851)[3]
- Louise Sybille von Reventlow (* 30. Juni 1783; † 1. Mai 1848)